# GPHS-RTG

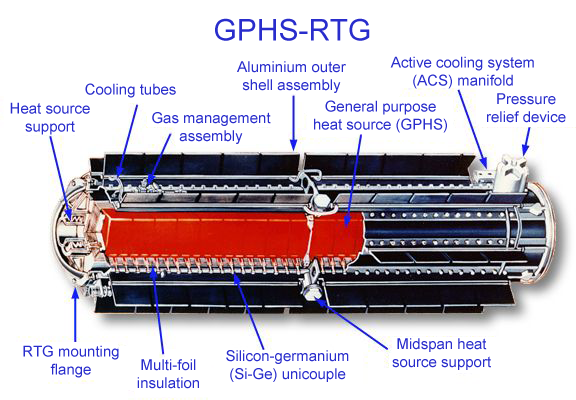
Structure du GPHS-TRG utilisé par les sondes Ulysses, Galileo, Cassini-Huygens et New Horizons.

Un GPHS-RTG (de l'anglais General Purpose Heat Source – Radioisotope Thermoelectric Generator) est une réalisation spécifiquement américaine de générateur thermoélectrique à radioisotope (RTG en anglais) constituée d'une part d'éléments chauffants à radioisotope (RHU en anglais) au plutonium 238 et d'autre part d'une source de chaleur universelle (GPHS en anglais) à base d'éléments thermoélectriques en alliage silicium-germanium, dont la production est aujourd'hui arrêtée.
Cette technologie a été utilisée sur quatre sondes spatiales, :
- Ulysses (1 unité), lancée le 6 octobre 1990,
- Galileo (2 unités), lancée le 18 octobre 1989,
- Cassini-Huygens (3 unités), lancée le 15 octobre 1997,
- New Horizons (1 unité), lancée le 19 janvier 2006.

Ces GPHS-RTG ont été conçus et produits par General Electric Space Division à King of Prussia, en Pennsylvanie (repris par la suite dans les activités de Martin Marietta et de Lockheed Martin).
Les sondes plus récentes utilisent le générateur thermoélectrique à radioisotope multi-mission (MMRTG en anglais) de Teledyne, notamment l'astromobile Mars Science Laboratory.